# Enzo Garavoglia
Enzo Garavoglia (Torino, 3 gennaio 1920 – 1º maggio 1996) è stato un calciatore italiano, di ruolo centrocampista.

## Carriera
Dopo aver esordito in Serie C con la Biellese, nella stagione 1937-1938 ha giocato nella Juventus.
Debutta in Serie B con il Parma nel 1948-1949, disputando 33 gare e segnando 15 reti.
L'anno successivo si trasferisce al Catania dove gioca per altre due stagioni collezionando 47 presenze ed 11 reti in Serie B. Dopo una stagione alla Biellese, lascia definitivamente il Catania nel 1953, quando viene posto in lista di trasferimento e passa all'Akragas.

## Palmarès

### Club

#### Competizioni nazionali
- Coppa Italia: 1

Juventus: 1937-1938